# Middendorp (Emmen)
Middendorp is een buurtschap in de Nederlandse provincie Drenthe, gemeente Emmen, dat valt onder Schoonebeek. Het telt ongeveer 250 inwoners (2006).
Samen met het Westerse Bos, Oosterse Bos en het Kerkeinde vormt deze buurtschap het oorspronkelijke Schoonebeek.
Drenthe: Steden en dorpen      Nederland: Provincies · Gemeenten